# 行ってもいいぜ
「行ってもいいぜ」（"If You Gotta Go, Go Now"、しばし "(Or Else You Got to Stay All Night)" と言う副題がつく）は1964年にボブ・ディランによって書かれた曲。米国で最初にリリースされたバージョンは1965年7月に英国のグループ The Liverpool File によるシングルで、これは特に太平洋岸北西部で多くのエアプレイを得たにもかかわらずチャートインしなかった。別のイングランドのバンド、マンフレッド・マンも1965年9月にシングルとして発売し、全英チャートで2位に達した。

## ディランのバージョン
ディランが「行ってもいいぜ」の録音を始めたのは『ブリンギング・イット・オール・バック・ホーム』のセッションの最中の1965年1月13日だった。2つのアコースティック・テイクが完成したが、どちらも使われることはなかった。1月15日にも曲を録音し、4テイクが生み出された。1965年5月21日、プロデューサーのトム・ウィルソンが数人のミュージシャン（詳細不明）を連れてきて、1月15日のテイクにいくつかのパートをオーバーダビングさせた。これらのオーバーダビングされたセッションから、最終的に2テイクがリリースされた。テイク5は1967年にオランダでシングルとして、テイク7は1991年に『ブートレッグ・シリーズ第1〜3集』に収録された。
オランダでのシングルのみのリリースはチャートでは不調だった。上記のようにシングルとは異なるバージョンを収録した『ブートレッグ・シリーズ』がリリースされるまでは米国および英国ではディランによるバージョンはリリースされなかった。この曲は『ブートレッグシリーズ第6集：アット・フィルは-モック・ホール』でも聴くことができるが、アコーステックなライブバージョンとなる。
ディランの1965年から1966年のレコーディングセッションの追加のバージョンは『ザ・ベスト・オブ・カッティング・エッジ1965-1966（ブートレッグ・シリーズ第12集）』のデラックス版とコレクター版に含まれている。

## フェアポート・コンヴェンションのバージョン
フェアポート・コンヴェンションもまた、この曲をチャートに送り込んだが普通のやり方ではなかった：グループはこの曲を「二人の別れ」（"Si Tu Dois Partir"）としてフランス語に翻訳した。『アンハーフブリッキング』用に録音され、1969年にシングルとして発売された。これはバンドにとって唯一のチャート入りしたシングルとなり、最高21位に達してイギリスのチャートに9週間留まった。

## チャート入りしなかったカバー・バージョン
- リバプール・ファイブ、RCAビクターのシングル（1965年7月）
- ジョニー・アリディ – フランス語バージョン "Maintenant ou jamais" （「今しかない」、EP、1966年）
- ライム・アンド・サイベル、米国でのシングル（初期のウォーレン・ジヴォン、1966年）
- パヴェル・ノヴァク、チェコの歌手（1967年）
- リック・ネルソンとストーン・キャニオン・バンド、シングルのA面（1970年）
- フライング・ブリトー・ブラザーズ、Burrito Deluxe （1970年）
- Bijou – フランス語バージョン "Si tu dois partir" （EP、1977年）
- ポンティアック・ブラザーズ、Big Black River （1985年）
- カウボーイ・ジャンキーズ、Southern Rain （CDシングル、1992年）
- J・ティルマン、トリビュート・アルバムSubterranean Homesick Blues （2010年）
- The Bone-Rubbers – 仏英語バージョン "If you gotta go, go now" （2017年）